# Lutte aux Jeux olympiques antiques

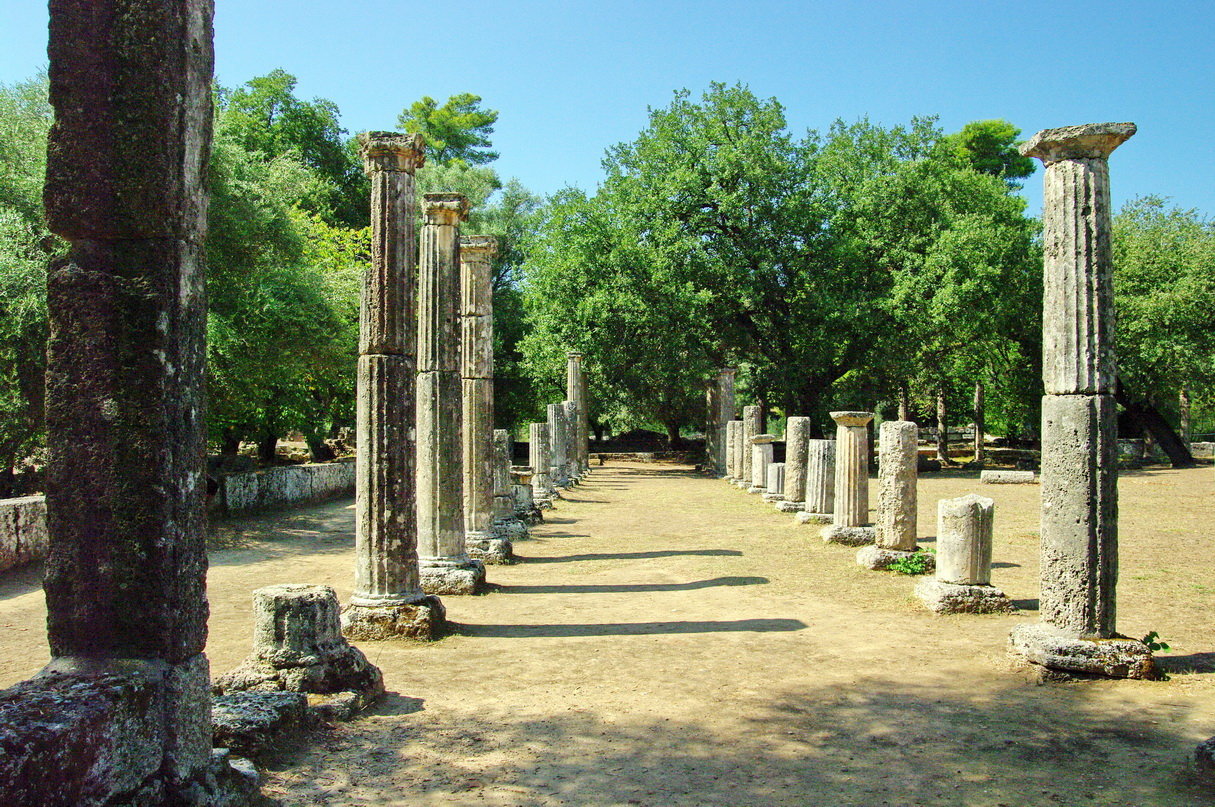
La palestre d'Olympie.

La lutte (πάλη / pálê) est une épreuve gymnique figurant au programme des Jeux olympiques antiques à partir des 18e jeux de 708 av. J.-C. Le vainqueur recevait une couronne d'olivier.

## Épreuve

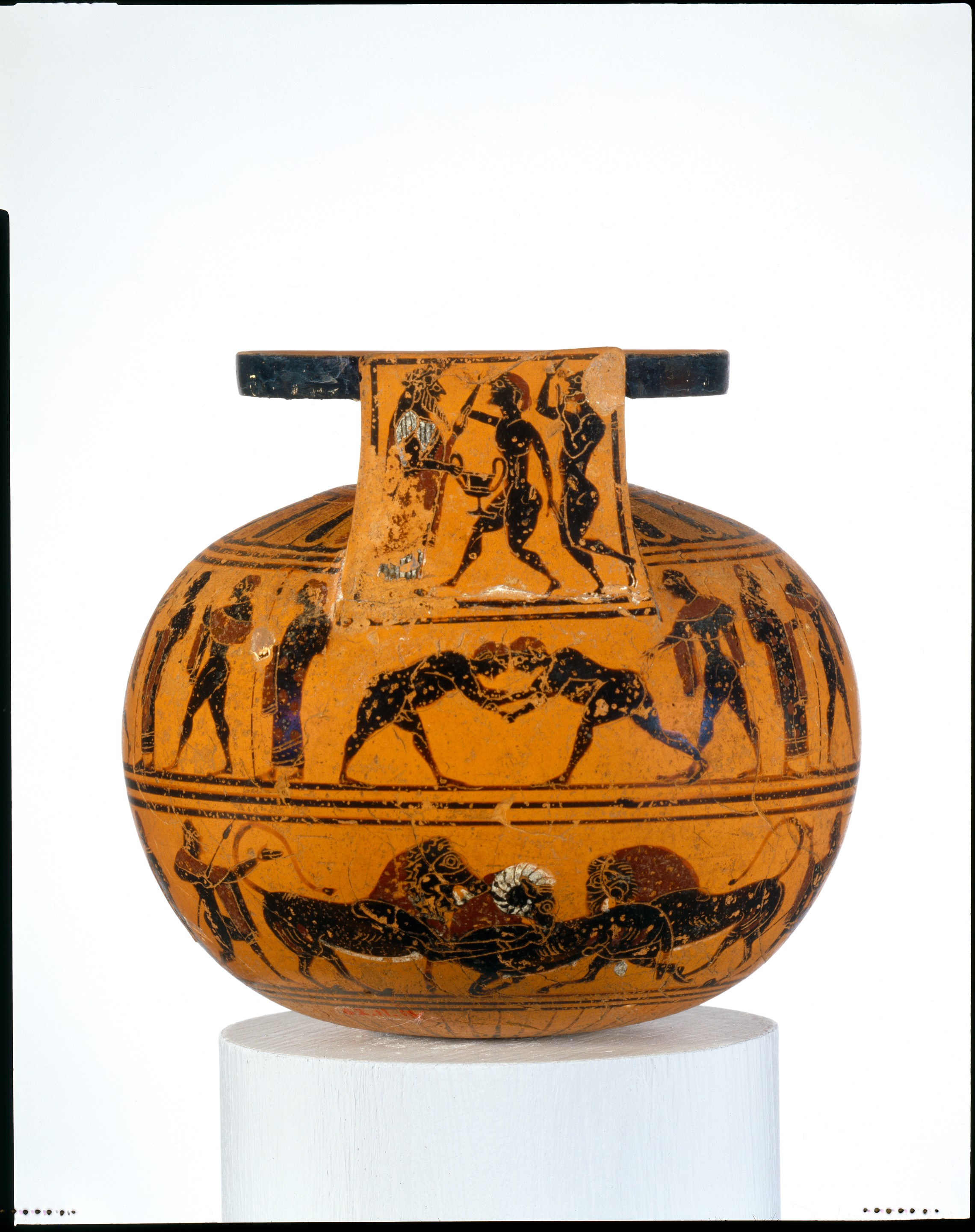
Les adversaires au début du combat.

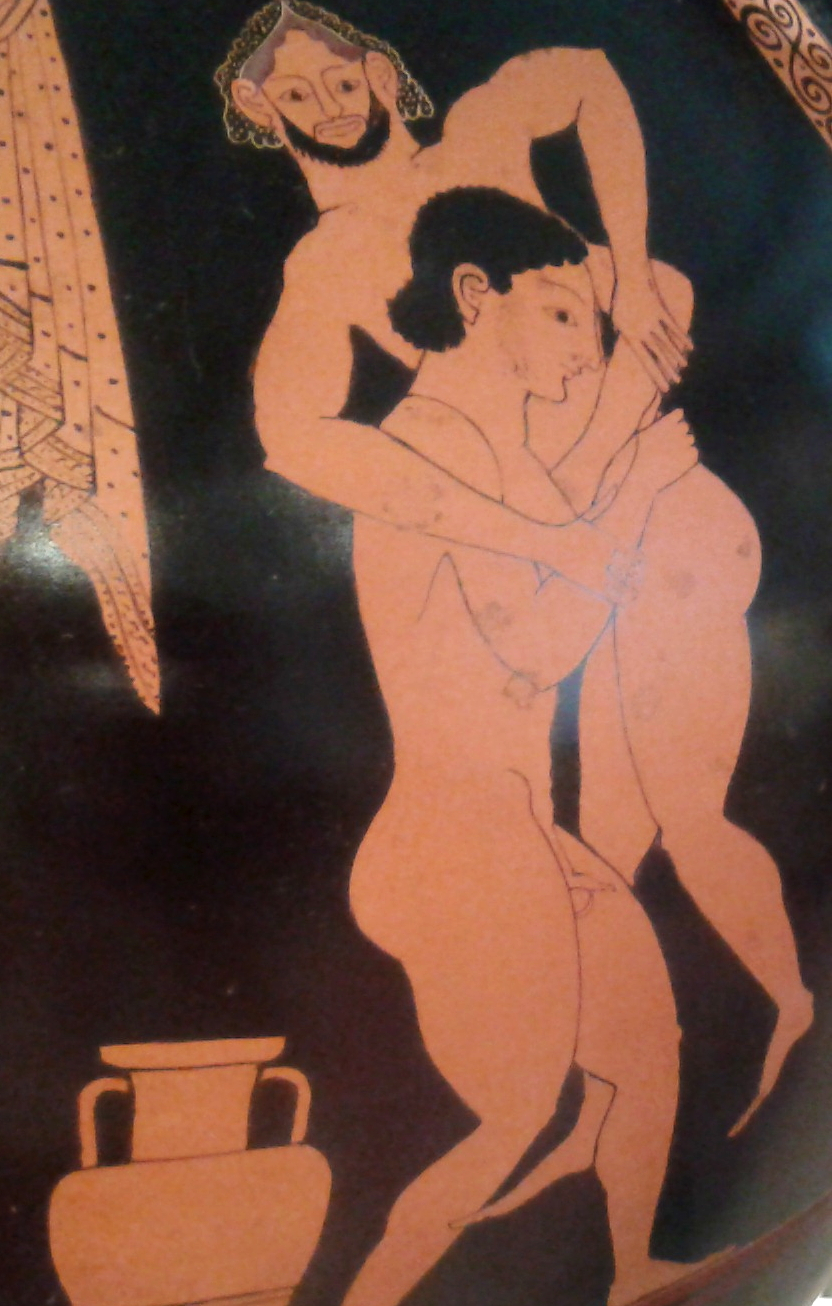
Une tentative de renverser l'adversaire.

La lutte est une des épreuves les plus importantes des Jeux olympiques antiques. Elle apparaît lors des 18es jeux de 708 av. J.-C. ; elle est alors la seule épreuve à ne pas être une course, avec le pentathlon introduit lors de ces mêmes jeux. En 632 av. J.-C. une épreuve de lutte pour « enfants » fut ajoutée au programme olympique.
Les épreuves se déroulaient le 4e jour des Jeux les premiers siècles. À partir du Ier siècle apr. J.-C., elles sont probablement passées le 5e jour. Elles avaient lieu sur un espace dédié appelé skamma, comme le pugilat et le pancrace, probablement aménagé sur le stade, mais aucune trace n'en a été retrouvée. Les adversaires étaient tirés au sort par paire. Il y avait deux séries de lettres inscrites chacune sur un objet ressemblant à un gros haricot. Les lutteurs prenaient une lettre au hasard : ceux qui avaient tiré la même s'affrontaient : alpha contre alpha ; bêta contre bêta ; etc. Si les sportifs étaient en nombre impair, celui qui n'avait pas d'adversaire était dit « éphédros » (« reste assis ») et attendait le tour suivant.
Au début du combat, les deux lutteurs sont debout, face à face, d'où parfois le nom alternatif de l'épreuve : orthopálê.  Leurs fronts se touchent. Leurs mains sont jointes. La technique de Léontiscos de Messana, victorieux deux fois au Ve siècle av. J.-C., qui retournait les doigts de ses adversaires juste avant le début du combat, a été ensuite interdite,,. Cette position de départ est appelée « systasis » (littéralement « debout ensemble »). L'objectif est de mettre l'adversaire au sol. Les lutteurs tentent alors d'attraper leur adversaire par les épaules ou la taille pour trouver le point de levage. Le lutteur qui renverse son adversaire est alors autorisé à mettre un genou à terre,. La victoire est acquise lorsque les épaules de l'adversaire ont touché trois fois le sol,. 
Un lutteur victorieux sans avoir affronté son adversaire était dit « akoniti », littéralement « victoire sans poussière ». Une légende rapporte que lors de Jeux, peut-être en 520 av. J.-C., Milon de Crotone aurait remporté la couronne olympique sans avoir à affronter qui que ce soit ; ses adversaires ayant préféré déclarer forfait plutôt que l'affronter.
Un lutteur qui remportait le même jour lors des mêmes jeux la lutte et le pancrace était considéré comme « successeur d'Héraclès (oi aph' Héracléous). Celui-ci lors des premiers Jeux qu'il aurait refondés aurait en effet remporté et la lutte et le pancrace. L'athlète était aussi dit « paradoxonikès », « vainqueur extraordinaire »,,. Seuls huit lutteurs au cours de l'histoire des Jeux ont réussi cet exploit : Kapros, fils de Pythagore, d'Élis (212 av. J.-C.), Aristoménès (?) de Rhodes (156 av. J.-C.), Prôtophanès de Magnésie (92 av. J.-C.), Straton, fils de Khorragos, d'Alexandrie (68 av. J.-C.), Marion, fils de Marion, d'Alexandrie (52 av. J.-C.), Aristéas (ou Ménandre) de Stratonicée (13 apr. J.-C.), Nicostratos d'Aigéai (Cilicie) (37 apr. J.-C.) et Dionysos, fils de Sotes, de Séleucie (149 apr. J.-C.),.
Un lutteur qui en plus des Jeux olympiques remportait une couronne aux trois autres jeux de la « période » (περίοδος) (les jeux isthmiques, les jeux néméens et les jeux pythiques) dans l'espace d'une olympiade (les quatre ans d'une édition des Jeux olympiques à la suivante) était dit « periodonikès ».

## Vainqueurs connus
| Jeux et date                                                                                             | Nom                         | Origine               | Principales sources antiques | Principales listes et références contemporaines                          | Autre(s) victoire(s) et remarques |
| --- | --------------------------- | --------------------- | --- | ------------------------------------------------------------------------ | --- |
| 18es jeux de 708 av. J.-C.                                                                               | Eurybatos                   | Sparte                | Pausanias (5, 8, 7). | Moretti notice 22, Golden, p. 65.                                        | Premier vainqueur depuis l'introduction de l'épreuve. |
| 37es jeux de 632 av. J.-C.                                                                               | Hipposthénès                | Sparte                | Pausanias (3, 13, 9 ; 3, 13, 15 et 5, 8 9). | Moretti notice 61, Golden, p. 84.                                        | Lutte des enfants |
| 39, 40, 41, 42 et 43es jeux de 624 à 608 av. J.-C.                                                       | Hipposthénès                | Sparte                | Pausanias (3, 13, 9 ; 3, 13, 15 et 5, 8 9). | Moretti notices 66, 68, 70, 73 et 75, Golden, p. 84.                     | Père d'Hétoimoclès |
| 47es jeux de 592 av. J.-C.                                                                               | Hétoimoclès                 | Sparte                | Pausanias (3, 13, 9). | Moretti notices 82-86, Golden, p. 81-82.                                 | Lutte des enfants |
| 48, 49, 50 et 51es jeux de 588 à 576 av. J.-C.                                                           | Hétoimoclès                 | Sparte                | Pausanias (3, 13, 9). | Moretti notices 82-86, Golden, p. 81-82.                                 | Fils d'Hipposthénès |
| 60es jeux de 540 av. J.-C.                                                                               | Milon                       | Crotone               | Simonide, Épigramme, Anthologie palatine, 24 ; Diodore de Sicile, Bibliothèque historique (12, 9, 5-6) ; Pausanias (6, 14, 5-8) ; Eusèbe de Césarée, Chronique, Livre I, 202-205. | Moretti notice 115, Golden, p. 103, Roubineau 2016.                      | Lutte des enfants |
| 61 (?), 62, 63, 64, 65, 66 et 67es (?) jeux entre 536 ou 532 av. J.-C. et 520 ou 516 voire 512 av. J.-C. | Milon                       | Crotone               | Simonide, Épigramme, Anthologie palatine, 24 ; Diodore de Sicile, Bibliothèque historique (12, 9, 5-6) ; Pausanias (6, 14, 5-8) ; Eusèbe de Césarée, Chronique, Livre I, 202-205. | Moretti notices 122, 126, 129, 133, 139, Golden, p. 103, Roubineau 2016. | Diverses hypothèses proposent des dates variables. |
| 67es jeux de 512 av. J.-C.                                                                               | Timasithéos ou Masithéos    | Crotone               | Pausanias (6, 14, 5). | Moretti notice 145, Golden, p. 103, Roubineau 2016.                      | Diverses hypothèses contestent cette victoire. |
| 68es jeux de 508 av. J.-C.                                                                               | Kallithélès                 | Sparte                | Pausanias (6, 16, 6). | Moretti notice 149.                                                      | |
| 71es jeux de 496 av. J.-C.                                                                               | Exainétos                   | Agrigente             | | Moretti notice 167.                                                      | |
| 74es jeux de 484 av. J.-C.                                                                               | Télémacos                   | Pharsale              | | Moretti notice 190, Golden, p. 76.                                       | Frère du pancratiste Hagias. Aurait tué son adversaire pour remporter la couronne. « Periodonikès ». |
| 75es jeux de 480 av. J.-C.                                                                               | (?)kon                      | Argos                 | Papyrus Oxyrhynchus 222. | Moretti notice 204.                                                      | Lutte des enfants |
| 76es jeux de 476 av. J.-C.                                                                               | (?)                         | Maroneia              | Papyrus Oxyrhynchus 222. | Moretti notice 213.                                                      | |
| 76es jeux de 476 av. J.-C.                                                                               | Théognétos                  | Égine                 | Pausanias (6, 9, 1) ; Papyrus Oxyrhynchus 222. | Moretti notice 217, Golden, p. 163.                                      | Lutte des enfants. Victoires probables à Delphes et à l'Isthme. |
| 77es jeux de 472 av. J.-C.                                                                               | (?)ménès                    | Samos                 | Papyrus Oxyrhynchus 222. | Moretti notice 226.                                                      | |
| 78es jeux de 468 av. J.-C.                                                                               | Epharmostos                 | Oponte                | Papyrus Oxyrhynchus 222. | Moretti notice 239, Golden, p. 60.                                       | Periodonikès. Une victoire à Delphes en 466 av. J.-C., trois victoires à l'Isthme et deux à Némée. |
| 78es jeux de 468 av. J.-C.                                                                               | (?)émos                     | Parrhasia (Arcadie)   | Papyrus Oxyrhynchus 222. | Moretti notice 243.                                                      | Lutte des enfants |
| 79es jeux de 464 av. J.-C.                                                                               | Phérias                     | Égine                 | Pausanias (6, 14, 1). | Moretti notice 255, Golden, p. 133.                                      | Lutte des enfants. Considéré trop jeune en 468 av. J.-C. : dut attendre 464 av. J.-C. |
| 80es jeux de 460 av. J.-C.                                                                               | Amésinas                    | Barcé (?)             | Julius Africanus, Olympiade. | Moretti notice 261, Golden, p. 8.                                        | Vacher, la légende veut qu'il s'entraînait en combattant un taureau. |
| 80es jeux de 460 av. J.-C.                                                                               | Alkimédon                   | Égine                 | Pindare 8e Olympique. | Moretti notice 264.                                                      | Lutte des enfants |
| 81 et 82es jeux de 456 et 452 av. J.-C.                                                                  | Léontiscos                  | Messine               | Pausanias (6, 2, 10 et 6, 4, 13). | Moretti notices 271 et 285, Golden, p. 96.                               | Sa technique de retourner les doigts de ses adversaires a été ensuite interdite. Une victoire à Delphes. |
| 81es jeux de 456 av. J.-C.                                                                               | Phrynich(os)                | Athènes               | Papyrus Oxyrhynchus 222. | Moretti notice 275.                                                      | Lutte des enfants |
| 82es jeux de 452 av. J.-C.                                                                               | Kléodoros                   | ?                     | Papyrus Oxyrhynchus 222. | Moretti notice 289.                                                      | Lutte des enfants |
| 83es jeux de 448 av. J.-C.                                                                               | Chimon                      | Argos                 | Pausanias (6, 9, 3) ; Papyrus Oxyrhynchus 222. | Moretti notice 298, Golden, p. 37 et 161.                                | Défait Taurosthénès pour la couronne. Ce dernier l'emporte aux Jeux suivants. Néron a emporté à Romela statue honorant à Argos sa victoire olympique.                                                                                             |
| 83es jeux de 448 av. J.-C.                                                                               | Polynikos                   | Thespies              | Papyrus Oxyrhynchus 222. | Moretti notice 302, Golden, p. 138.                                      | Lutte des enfants. Meurt lors de la bataille de Délion en 424 av. J.-C. |
| 84es jeux de 444 av. J.-C.                                                                               | Taurosthénès                | Égine                 | Pausanias (6, 9, 3). | Moretti notice 308, Golden, p. 37 et 161.                                | Vaincu par Chimon en 448 av. J.-C. il prend sa revanche. |
| 85 et 86es jeux de 440 et 436 av. J.-C.                                                                  | Théopompe II                | Iraia                 | Pausanias (6, 10, 4). | Moretti notice 313, Golden, p. 164.                                      | Fils de Théopompe, vainqueur olympique du pentathlon, neveu de Damarétos, vainqueur olympique de l'hoplitodromos. |
| 86es jeux de 436 av. J.-C.                                                                               | Pantarcès                   | Élis                  | Pausanias (5, 11, 3 et 6, 10, 6). | Moretti notice 318, Golden, p. 128.                                      | Lutte des enfants. Amant de Phidias, modèle d'une de ses statues à Olympie. |
| 90es jeux de 420 av. J.-C.                                                                               | Amertas (?)                 | Élis                  | Pausanias (6, 8, 1). | Moretti notice 337, Golden, p. 8.                                        | Lutte des enfants. Victoire en catégorie adultes aux Jeux pythiques |
| 91es jeux de 416 av. J.-C.                                                                               | Nikostratos                 | Iraia                 | Pausanias (6, 3, 11). | Moretti notice 344.                                                      | Lutte des enfants. |
| 94es jeux de 404 av. J.-C.                                                                               | Symmachos                   | Élis                  | Pausanias (6, 1, 3). | Moretti notice 353.                                                      | |
| 95es jeux de 400 av. J.-C.                                                                               | Baukis (?)                  | Trézène               | Pausanias (6, 8, 4). | Moretti notice 358.                                                      | |
| 95es jeux de 400 av. J.-C.                                                                               | Euthyménès (?)              | Ménale (Arcadie)      | Pausanias (6, 8, 5). | Moretti notice 362, Golden, p. 66.                                       | Lutte des enfants ; victoire chez les adultes en 392 av. J.-C. |
| 96es jeux de 396 av. J.-C.                                                                               | (?)os                       | Corinthe              | Papyrus d'Oxyrhynque 2381 | Moretti notice 367c.                                                     | |
| 96es jeux de 396 av. J.-C.                                                                               | Archédamos                  | Élis                  | Pausanias (6, 1, 3). | Moretti notice 369.                                                      | Lutte des enfants |
| 97es jeux de 392 av. J.-C.                                                                               | Euthyménès (?)              | Ménale (Arcadie)      | Pausanias (6, 8, 5). | Moretti notice 377.                                                      | Victoire en catégorie « enfants » en 400 av. J.-C. |
| 98es jeux de 388 av. J.-C.                                                                               | Aristodamos                 | Élis                  | Pausanias (6, 3, 4). | Moretti notice 383, Golden, p. 16.                                       | Deux victoires à Delphes et Némée. Peut-être l'historien des Jeux olympiques Aristodamos d'Élis. |
| 99es jeux de 384 av. J.-C.                                                                               | Narycidas ou Tharycidas     | Phigalie              | Pausanias (6, 6, 1). | Moretti notice 392, Golden, p. 108.                                      | Periodonikès. Avant sa victoire olympique, aurait gagné deux fois à Delphes et Némée et trois fois à l'Isthme. |
| 102es jeux de 372 av. J.-C.                                                                              | Xénoklès (?)                | Ménale (Arcadie)      | Pausanias (6, 9, 2). | Moretti notice 408, Golden, p. 177.                                      | Lutte des enfants. Triompha de ses quatre adversaires sans jamais avoir touché le sol des épaules. |
| 105es jeux de 360 av. J.-C.                                                                              | Agénor (?)                  | Thèbes                | Pausanias (6, 6, 2). | Moretti notice 427.                                                      | Lutte des enfants |
| 106, 107, 108 et 109es jeux de 356 à 344 av. J.-C.                                                       | Chairon ou Chaeron          | Pellène               | Pausanias (7, 27, 7). | Moretti notices 432, 437, 443 et 447, Golden, p. 33.                     | Nommé tyran de Pellène par Antipater en 332-331 av. J.-C. |
| 112 et 113es jeux de 332 et 328 av. J.-C.                                                                | Chilon                      | Patras                | Pausanias (6, 4, 6). | Moretti notices 461 et 465, Golden, p. 37.                               | Periodonikès. Deux victoires à Delphes, quatre aux jeux isthmiques et trois à Némée. |
| 115es jeux de 320 av. J.-C.                                                                              | Hermésianax (?)             | Colophon              | Pausanias (6, 17, 4). | Moretti notice 475, Golden, p. 80.                                       | Lutte des enfants. Peut-être le grand-père d'Ikasios, vainqueur en 256 av. J.-C. |
| 118es jeux de 308 av. J.-C.                                                                              | Séléadas (?)                | Sparte                | Pausanias (6, 16, 6). | Moretti notice 487.                                                      | |
| 121es jeux de 296 av. J.-C.                                                                              | Amphiarès                   | Sparte                | Papyrus d'Oxyrhynque 2082. | Moretti notice 515.                                                      | |
| 121es jeux de 296 av. J.-C.                                                                              | (So)siadès                  | Tralles               | Papyrus d'Oxyrhynque 2082. | Moretti notice 519.                                                      | Lutte des enfants. |
| 127es jeux de 272 av. J.-C.                                                                              | Nykarchos (?)               | Élis                  | | Moretti notice 540.                                                      | |
| 127es jeux de 272 av. J.-C.                                                                              | Kratinos (?)                | Égira                 | Pausanias (6, 3, 6). | Moretti notice 541 , Golden, p. 45.                                      | Lutte des enfants. |
| 128es jeux de 268 av. J.-C.                                                                              | Alexinikos (?)              | Élis                  | Pausanias (6, 17, 7). | Moretti notice 544.                                                      | Lutte des enfants. |
| 131es jeux de 256 av. J.-C.                                                                              | Ikasios (?)                 | Colophon              | Pausanias (6, 17, 4). | Moretti notice 557, Golden, p. 80.                                       | Lutte des enfants. Peut-être le petit-fils d'Hermésianax vainqueur en 320 av. J.-C. |
| 133es jeux de 248 av. J.-C.                                                                              | Lastratidas (?)             | Élis                  | Pausanias (6, 6, 3). | Moretti notice 562.                                                      | Lutte des enfants, deux victoires à Némée : une en catégorie enfants et une en catégorie « adultes ». |
| 135es jeux de 240 av. J.-C.                                                                              | Euanoridas (?)              | Élis                  | Pausanias (6, 8, 1). | Moretti notice 570 , Golden, p. 63.                                      | Lutte des enfants. Victoire à Némée. Fut ensuite hellanodice. |
| 141es jeux de 216 av. J.-C.                                                                              | Paeonios                    | Élis                  | Pausanias (6, 15, 10). | Moretti notice 583 , Golden, p. 121.                                     | Lutte des enfants à Delphes. Lutte et pugilat des adultes le même jour à Delphes. Vaincu par Kapros lors des Jeux suivants. |
| 142es jeux de 212 av. J.-C.                                                                              | Kapros                      | Élis                  | Pausanias (5, 21, 10 et 6, 15, 4). | Moretti notices 587-588, Golden, p. 33.                                  | Victoire au pancrace le même jour, le premier « successeur d'Héraclès ». Il défait pour les couronnes Paeonios à la lutte et Clitomachos au pancrace.                                                                                             |
| 144es jeux de 204 av. J.-C.                                                                              | Damocratès (?)              | Ténédos               | Pausanias (6, 17, 1). | Moretti notice 596.                                                      | |
| 147es jeux de 192 av. J.-C.                                                                              | Cle(it)ostratos             | Rhodes                | | Moretti notice 607, Golden, p. 40.                                       | Célèbre pour sa clé d'étranglement. |
| 152es jeux de 172 av. J.-C.                                                                              | Agésistratos                | Lindos                | | Moretti notice 615.                                                      | Lutte des enfants. |
| 154es jeux de 164 av. J.-C.                                                                              | Lysippe (?)                 | Élis                  | Pausanias (6, 16, 7). | Moretti notice 621.                                                      | Lutte des enfants. |
| 156es jeux de 156 av. J.-C.                                                                              | Aristoménès                 | Rhodes                | Pausanias (5, 21, 10). | Moretti notices 629-630, Golden, p. 16.                                  | Victoire au pancrace le même jour, « successeur d'Héraclès ». |
| 162es jeux de 132 av. J.-C.                                                                              | Ménodoros (?)               | Athènes               | Inscriptions à Athènes et Délos. | Moretti notice 645, Golden, p. 102.                                      | Periodonikès (?). Victoires en lutte et pancrace à Delphes et Némée. |
| 172es jeux de 92 av. J.-C.                                                                               | Prôtophanès                 | Magnésie du Méandre   | Pausanias (5, 21, 10). | Moretti notices 666-667, Golden, p. 141.                                 | Victoire au pancrace le même jour, « successeur d'Héraclès ». |
| 177es jeux de 72 av. J.-C.                                                                               | Isidoros                    | Alexandrie            | | Moretti notice 686, Golden, p. 88.                                       | Periodonikès sans que ses épaules aient touché terre. |
| 177es jeux de 72 av. J.-C.                                                                               | Apollophanès                | Kyparissia            | | Moretti notice 690.                                                      | Lutte des enfants. |
| 178es jeux de 68 av. J.-C.                                                                               | Straton                     | Alexandrie            | Pausanias (5, 21, 9 et 7, 23, 5). | Moretti notices 700-701, Golden, p. 160-161.                             | Victoire au pancrace le même jour, « successeur d'Héraclès », periodonikès. |
| 179es jeux de 64 av. J.-C.                                                                               | Straton                     | Alexandrie            | Pausanias (5, 21, 9 et 7, 23, 5). | Moretti notices 703, Golden, p. 160-161.                                 | Cette victoire en 64 av. J.-C. était peut-être en pancrace ; les sources ne permettent pas de le déterminer. |
| 182es jeux de 52 av. J.-C.                                                                               | Marion                      | Alexandrie            | Pausanias (5, 21, 10). | Moretti notices 709-710, Golden, p. 101.                                 | Victoire au pancrace le même jour, « successeur d'Héraclès ». |
| 192es jeux de 12 av. J.-C.                                                                               | Polyctor                    | Élis                  | Pausanias (5, 21, 16). | Moretti notice 733, Golden, p. 138.                                      | Lutte des enfants. Son père Démonicos a payé Sosander de Smyrne, le père d'un adversaire de Polyctor pour faire gagner celui-ci. Les deux pères ont été condamnés à de lourdes amendes et à offrir deux zanes : l'un à Élis et l'autre à Olympie. |
| 194es jeux de 4 av. J.-C.                                                                                | Polyxénos                   | Zante                 | | Moretti notice 737.                                                      | Lutte des enfants. |
| 198es jeux de 13 apr. J.-C.                                                                              | Aristéas ou Ménandre        | Stratonicée           | Pausanias (5, 21, 10). | Moretti notices 747-748, Golden, p. 16.                                  | Victoire au pancrace le même jour, « successeur d'Héraclès ». |
| 204es jeux de 37 apr. J.-C.                                                                              | Nicostratos                 | Aigéai (Cilicie)      | Pausanias (5, 21, 10). | Moretti notices 762-763, Golden, p. 111.                                 | Victoire au pancrace le même jour, « successeur d'Héraclès ». |
| 207, 208 et 209es jeux de 49, 53 et 57 apr. J.-C.                                                        | Tibérius Claudius Patrobius | Antioche              | | Moretti notices 774, 779 et 784, Golden, p. 40.                          | Periodonikès, une victoire à Delphes, deux à Némée, deux ou trois à l'isthme et plusieurs dans de nombreux autres concours isolympiques. |
| 219es jeux de 97 apr. J.-C.                                                                              | Markos                      | Antioche              | | Moretti notice 828.                                                      | Lutte des enfants. |
| 229es jeux de 137 apr. J.-C.                                                                             | (Herma)goras                | Magnésie du Sipyle    | Peut-être le père de M. Aurélius Hermagoras vainqueur en 177 apr. J.-C. | Moretti notice 853.                                                      | Victoire aux Panathénées. |
| 232es jeux de 149 apr. J.-C.                                                                             | Dionysos                    | Séleucie (laquelle ?) | | Moretti notice 861.                                                      | |
| 236es jeux de 165 apr. J.-C.                                                                             | M. Aurélius Chrysippus      | Smyrne                | | Moretti notice 872, Golden, p. 22.                                       | Periodonikès. |
| 239es jeux de 177 apr. J.-C.                                                                             | M. Aurélius Hermagoras      | Magnésie du Sipyle    | | Moretti notice 880.                                                      | Peut-être le fils d'Hermagoras vainqueur en 137 apr. J.-C. 29 victoires lors de Jeux « sacrés » (dont trois à Némée et deux à l'Isthme) et 127 lors d'autres concours.                                                                            |
| 243 et 244es jeux de 193 et 197 apr. J.-C.                                                               | Marcus Aurélius Asclépiadès | Alexandrie            | | Moretti notices 894 et 898, Golden, p. 22.                               | Peut-être deux fois periodonikès. |
| 247es jeux de 209 apr. J.-C.                                                                             | Gérénos (?)                 | Naucratis             | Philostrate, Sur la Gymnastique. | Moretti notice 907, Golden, p. 70.                                       | Après avoir fêté pendant deux jours sa victoire olympique, serait mort d'avoir repris trop tôt l'entraînement à l'insistance de son entraîneur.                                                                                                   |
| 248es jeux de 213 apr. J.-C.                                                                             | Aurélius Hélix              | Phénicie              | | Moretti notices 911 et 915, Golden, p. 22-23.                            | Remporte le pancrace en 217 apr. J.-C. Cherchait le doublé « héracléen » lors de ces Jeux, mais manqua le début de l'épreuve de lutte de la faute des juges selon lui.                                                                            |
| 287es jeux de 369 apr. J.-C.                                                                             | Philuménos                  | Philadelphie de Lydie | | Moretti notice 943.                                                      | Sa victoire à la lutte n'est pas certaine ; il aurait peut-être remporté le pugilat ou le pancrace. Dernier vainqueur connu avec certitude. |
| Dates inconnues                                                                                          | Anauchidas                  | Élis                  | Pausanias (5, 27, 12 ; 6, 14, 11 et 6, 16, 1) | Moretti notices 948-949, Golden, p. 9.                                   | Lutte des enfants puis lutte des adultes d'après Pausanias qui a vu sa statue à Olympie. |
| Date inconnue                                                                                            | Dionysid(oros)              | Mylasa (?)            | | Moretti notice 957.                                                      | Lutte des enfants. |
| Date inconnue                                                                                            | Nicasylos                   | Rhodes                | Pausanias (6, 14, 1). | Moretti notice 973, Golden, p. 110.                                      | Âgé de 18 ans, ne put participer à la lutte des enfants ; dut s'inscrire dans l'épreuve des adultes qu'il remporta. Victoire à l'Isthme et Némée. Mort à 20 ans sur le chemin de retour vers Rhodes.                                              |
| Date inconnue                                                                                            | Phillès                     | Élis                  | Pausanias (6, 9, 4) | Moretti notice 975.                                                      | Lutte des enfants. Pausanias a vu sa statue à Olympie. |
| Date inconnue                                                                                            | Proklès                     | Andros                | Pausanias (6, 14, 3) | Moretti notice 976.                                                      | Lutte des enfants. Pausanias a vu sa statue à Olympie. |